# Jübar
Jübar är en kommun och ort i Altmarkkreis Salzwedel i förbundslandet Sachsen-Anhalt i Tyskland.
Kommunen bildades den 1 januari 2010 genom en sammanslagning av de tidigare kommunerna Bornsen, Hanum, Jübar, Lüdelsen och Nettgau i den nya kommunen Jübar.
Kommunen ingår i förvaltningsgemenskapen Beetzendorf-Diesdorf tillsammans med kommunerna Apenburg-Winterfeld, Beetzendorf, Dähre, Diesdorf, Kuhfelde, Rohrberg och Wallstawe.